# Peperomia brevipes
Peperomia brevipes är en pepparväxtart som beskrevs av C. Dc.. Peperomia brevipes ingår i släktet peperomior, och familjen pepparväxter. Inga underarter finns listade i Catalogue of Life.